# Ben Mezrich
Ben Mezrich (Princeton, 7 febbraio 1969) è uno scrittore statunitense.
Alcuni suoi libri sono scritti sotto lo pseudonimo Holden Scott.

## Biografia
Nativo del New Jersey, si laurea magna cum laude ad Harvard nel 1991. Dopo una serie di romanzi, alcuni scritto sotto lo pseudonimo Holden Scoot, pubblicati tra il 1996 e il 2001, conosce il successo grazie al romanzo non-fiction Bringing Down the House (edito in Italia col titolo Blackjack Club). Nel libro ricostruisce la storia realmente accaduta di un gruppo di studenti del Massachusetts Institute of Technology (MIT), che sfruttarono la loro abilità nella matematica per inventare un infallibile sistema per contare le carte e sbancare così i più noti casinò di Las Vegas: la storia è stata usata per realizzare il film del 2008 21. Nel 2004, Mezrich pubblica Ugly Americans, una storia su John Malkom, un americano che ha trovato lavoro a Hong Kong. Tuttavia, il protagonista non ha dovuto impegnarsi a lungo in investimenti bancari - si è scoperto che il boss era in collusione con la mafia.
Seguono altre lavori non-fiction, Ugly Americans, Busting Vega$ e Rigged, in cui racconta storie vere dell'America contemporanea.
Nel luglio del 2009 pubblica Miliardari per caso, in cui ripercorre la storia di Mark Zuckerberg, il fondatore di Facebook. Il libro diviene un bestseller, che nel 2010 diviene un film diretto da David Fincher, The Social Network.
Mezrich è stato co-conduttore della terza stagione dei game show World Series of Blackjack e World Blackjack Tour. Vive a Boston, Massachusetts, con la moglie Tonya Chen, sposata nel settembre del 2006.

## Romanzi
- Threshold (1996)
- Reaper (1998)
- Fertile Ground (1999)
- Skin (2000)
- Skeptic (2000) (con lo pseudonimo Holden Scott)
- The Carrier (2001) (con lo pseudonimo Holden Scott)

## No fiction
- Blackjack Club (Bringing Down the House: The Inside Story of Six MIT Students Who Took Vegas for Millions) (2002)
- Ugly Americans: The True Story of the Ivy League Cowboys Who Raided the Asian Markets for Millions (2004)
- Busting Vega$: The MIT Whiz Kid Who Brought the Casinos to Their Knees (2005)
- Rigged: The True Story of an Ivy League Kid Who Changed the World of Oil, From Wall Street to Dubai (2007)
- Miliardari per caso - L'invenzione di Facebook: una storia di soldi, sesso, genio e tradimento (The Accidental Billionaires: The Founding of Facebook, A Tale of Sex, Money, Genius, and Betrayal) (2009)
- The Antisocial Network (2021)

## Adattamenti televisivi e cinematografici
Da Reaper è stata tratto un film televisivo intitolato Errore fatale, con Antonio Sabàto Jr..
Originariamente Skin è stato concepito come un episodio della serie televisiva X-Files.
Blackjack Club è utilizzato per la realizzazione di 21, diretto da Robert Luketic.
Basandosi su Miliardari per caso, nel 2010 David Fincher ha realizzato il film The Social Network.
Il film Dumb Money (2023) è basato sul libro The Antisocial Network.